# Пикалов, Георгий Никитич
Георгий (Юрий) Никитич Пикалов (1904, Орловская губерния — 1943) — советский художник, график, художник-сценограф, декоратор, плакатист.

## Биография
Георгий Никитич Пикалов родился в крестьянской семье. Его отец, воевавший в русско-японскую войну, после окончания действительной службы остался на службе сверхсрочной, которую проходил в Дербенте. Вскоре к нему переехали жена с сыном. Начальное образование Георгий получал в городской школе Дербента. С началом Первой мировой войны, по желанию отца, воспользовавшегося возможностью, предоставленной правительством нижним чинам, награждённым во время русско-японской войны, поступил в кадетский корпус в Вольске. В кадетском корпусе Пикалов проучился до его ликвидации после Октябрьской революции. В 1921 году он вернулся к родителям, которые к тому времени снова жили в Орловской губернии.
В 1922 году Пикалов поступил в Москве в военную электротехническую школу. С 1924 года он, переехав в Ленинград, работал на заводе «Красный Выборжец» в трубном и литейном цехах. В 1926 году, как проявивший способности к рисованию, был откомандирован заводом на учёбу во ВХУТЕИН. По завершении обучения на театрально-декорационном отделении института в 1930 году, получив звание художника-декоратора, был направлен в Ижевск.
В Ижевске Пикалов осуществил несколько постановок в местном театре, выполняя не только роль художника-постановщика, но и художника по костюмам и декоратора. Работая над спектаклем, Георгий Пикалов стремился к созданию синтетического зрелища, объединяющего музыку и визуальные искусства. В сфере его интересов были задача влияния друг на друга света и цвета, а также дальнейшее развитие форм театра. Пикалов поступил на аспирантуру Института им. Репина (кафедра театрально-декорационной композиции), однако закончить аспирантуру ему не удалось. Позднее он работал художником-оформителем, принимал участие в работе над праздничным декорированием улиц Ленинграда, создавал плакаты, в том числе киноплакаты, писал панно для Всесоюзной сельскохозяйственной выставки в Москве. В Ленинграде Пикалов продолжил свою деятельность в качестве театрального художника, оформил экспозицию советского фарфора в Русском музее. Был членом Ассоциации художников революционной России, входил в Горком ИЗО (цех живописи).
Георгий Пикалов погиб на фронте в 1943 году.